# 赵始
趙始（越南语：／），亦作仲始（越南语：／）、趙仲始（越南语：／），為南越國皇帝趙佗的兒子，也是越南神話傳說中的一位人物。

## 生平
据《水经注》所引《交州外域记》的记载，南越王赵佗率兵攻打安阳王，安阳王属下有名叫皋通的奇能异士，为安阳王制造了一次射击就能杀死三百人的弓弩，赵佗知道不能硬攻，就退军驻扎于武宁县，派自己的太子赵始向安阳王投降称臣。安阳王不知道皋通是奇人，暴虐的对待他，皋通因此离去，离开前对安阳王说：“能持有此弩的将可以称王，不能持有的就会丧失国家。”皋通离去后，安阳王的女儿媚珠见到赵始样貌端正，就与赵始暗中交往，赵始向媚珠要求看看她父亲的弓弩，媚珠将弓弩取来后，赵始偷偷的用锯子将弩偷偷的锯断，逃走回报赵佗。南越随后发兵进攻安阳王，安阳王使用弓弩射箭，弓弩却折断了，他因此失败，乘船逃出海。
在後來的越南民間神話故事集《嶺南摭怪》中也有收錄。此後所著的越南國史《大越史記全書》和《欽定越史通鑒綱目》都將仲始的傳說收錄在內。
根據《嶺南摭怪·金龜傳》的記載，安陽王攻滅文郎、建立甌雒國時，有東海的金龜來到甌雒，幫助安陽王建立了螺城，並將自己的爪送給了安陽王。安陽王以其爪為機關，命皋鲁（Cao Lỗ）製造了弩，號稱「靈光金龜神機弩」。
後來趙佗率秦軍入侵甌雒，安陽王用靈弩進行反擊，趙佗大敗，逃到了鄒山與安陽王對抗。此後由於雙方都無法取勝，安陽王遂將小江劃為邊界，北邊為趙佗領地，南邊為安陽王領地。為了表示和好，趙佗派兒子趙仲始入贅甌雒，娶安陽王之女媚珠（Mỵ Châu）為妻。仲始引誘媚珠竊取了靈弩，用別的弩代之，計劃將靈弩帶回國中。但心中思念媚珠，恐兩國開戰之後自己將與媚珠失散。媚珠告訴他，若發生戰亂，自己在逃跑時會將身上鵝毛錦褥的毛拔下，放在三歧路上作為標識。於是仲始將靈弩帶回國中。
趙佗得到靈弩之後率軍進攻安陽王。安陽王戰敗，與媚珠同乘一馬向南逃走。仲始順著沿途的標記窮追不捨。安陽王逃至演州郡高舍社夜山一帶的海濱，無船可渡。此時金龜浮出海面，指稱媚珠是亡國的罪魁禍首。於是安陽王斬殺媚珠，乘金龜入海而去。
媚珠深悔自己為了愛情而害死父親，臨死前愿化為珠玉以雪其恥。媚珠的血流入海中，蚌蛤吸取之後化為明珠。其屍體則被仲始帶回螺城安葬，化為了玉石。後來仲始思念媚珠，沐浴時在水中看見了媚珠的形體，於是投井而死。
《大越史記全書·趙紀》中稱南越文帝趙胡是趙仲始的兒子。但中國的相關史料中沒有關於趙胡生父是何人的記載。